# Små minnen
Små minnen (portugisiska: As Pequenas Memórias) är en självbiografi av den portugisiska författaren José Saramago utgiven år 2006. Saramago berättar vad han minns av sin barndom och ungdom i byn Azinhaga. Släktingar, vänner, miljöer, händelser - nära och långt borta – träffar på en José Saramago full av häpnad och förundran.